# Renauldia lycopodioides
Renauldia lycopodioides är en bladmossart som beskrevs av Maurice Bizot och Tamás Pócs 1976-77 [1977. Renauldia lycopodioides ingår i släktet Renauldia och familjen Pterobryaceae. IUCN kategoriserar arten globalt som starkt hotad. Inga underarter finns listade i Catalogue of Life.